# Pirineisme

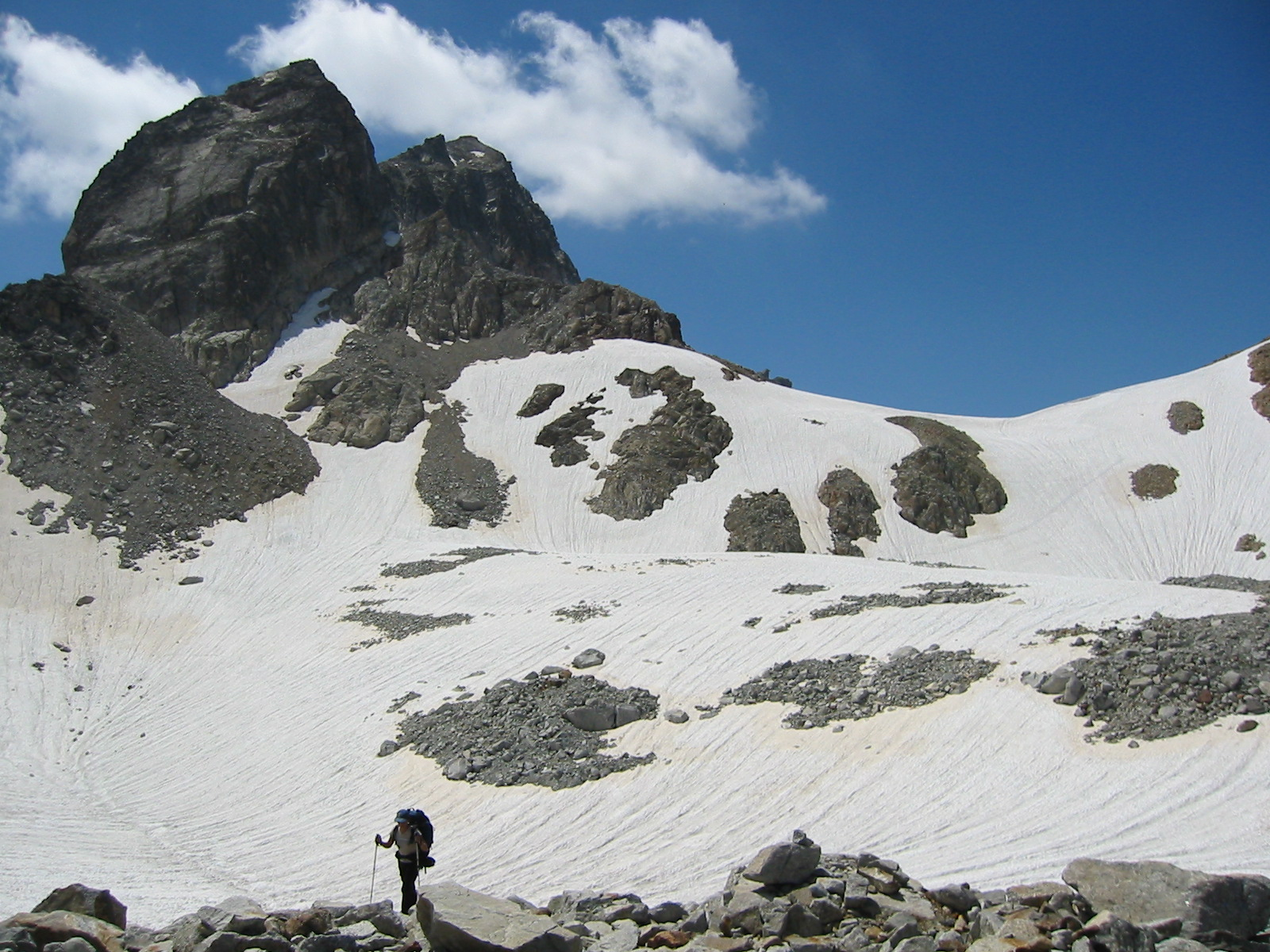
Un senderista ascendint al pic dels Gourgs Blancs

El pirineisme consisteix en la pràctica del muntanyisme als Pirineus. Si el terme « alpinisme» ha esdevingut sinònim de gesta esportiva, originalment als Alps, el pirineisme, aparegut a finals de segle xix, se'n desmarca considerant l'experiència física de la muntanya com inseparable de l'emoció estètica i cultural.
No es pot evocar el mot pirineisme sense parlar del seu inventor, l'historiador-geògraf Henri Beraldi. En efecte, si l'origen de la paraula alpinisme es remunta a 1876 (el Club Alpí Francès va ser creat a París l'any 1874), trobem per primera vegada el terme pirineisme al preàmbul excursion biblio-pyrénéenne del Tom I de Cent Ans aux Pyrénées de Beraldi, l'any 1898:
| « | El coneixement paisatgístic dels Pirineus - no confondre amb el seu coneixement científic - és, avui dia, complert. Ha calgut un segle d'esforços, del qual el llegat és una sèrie d'escrits que formen la història del pirineisme - es diu pirineisme com es diu alpinisme. | » |

Contràriament al que es podria imaginar, quan la paraula pirineisme va ser proposada per Henri Beraldi a la seva obra magistral en set toms, no ho va fer com a oposició de la paraula alpinisme.

## El pirineisme vist pels diccionaris
Caldrà esperar l'últim quart del segle XX perquè la paraula aparegui als diccionaris de llengua francesa com a referència a l'alpinisme considerat com una pràctica esportiva de la qual el pirineisme en seria una variant.
- El Grand dictionnaire encyclopédique en dix volumes, Edicions Larousse, (1984) en fa una entrada: Pyrénéisme n.m. Alp. Pràctica de l'escalada als Pirineus
- El Grand Robert de la Langue Française (2001) : Pyrénéisme. 1898 - Beraldi - esport, rar. Alpinisme practicat als Pirineus.

- El Trésor de la Langue Française informatisé ens mostra a l'article pirinenc la definició següent : Pyrénéisme, subst. masc. Gust per les excursions i ascensions als massissos pirinencs
- Al Dictionnaire culturel en langue française (2005), el Robert en quatre toms, la paraula pyrénéisme és absent i no obstant això citat a la definició de la paraula muntanyisme: Esport de les ascensions de muntanya (himalayisme, pyrénéisme, etc.), pàgina 239.

- Finalment, Le dictionnaire des Pyrénées consagra dues entrades al pirineisme.

A Catalunya s'ha inclòs el terme a la segona edició del Diccionari de la llengua de l'Institut d'Estudis Catalans, anomenat DIEC2:
| « | pirineisme: m. [LC] [SP] Pràctica de l'excursionisme als Pirineus amb finalitats culturals i científiques. | » |

De tota manera, el terme no apareix en cap altre diccionari. Ni al Diccionari Alcover-Moll / Diccionari català-valencià-balear, ni al Gran Diccionari de la llengua catalana, ni al Diccionari normatiu valencià.
En castellà sí que hi trobem el terme pireneísmo, cap a on s'adreça des de pirineísmo, al Diccionario de la lengua española de la Reial Acadèmia Espanyola. Hi diu: 1. m. Deporte que consiste en la ascensión de los montes Pirineos. Desposseint-lo de la idea d'una activitat intellectual.
Probablement avui, l'exploració i l'estudi topogràfic, la conquesta de les muntanyes, és històricament tancada. Aquesta epopeia ha estat tractada per nombrosos especialistes a ambdues bandes de la serralada. En altres països, altres paraules, uns altres verbs serveixen per definir la pràctica de l'ascensió d'un massís, «fer muntanya».
Tanmateix, si el terme alpinisme, es declina en andinisme, en himalaisme, segons el massís al qual s'exerceix l'acció esportiva, el valor cultural del pirineisme, resta singular.

## El pirineisme fa cent anys

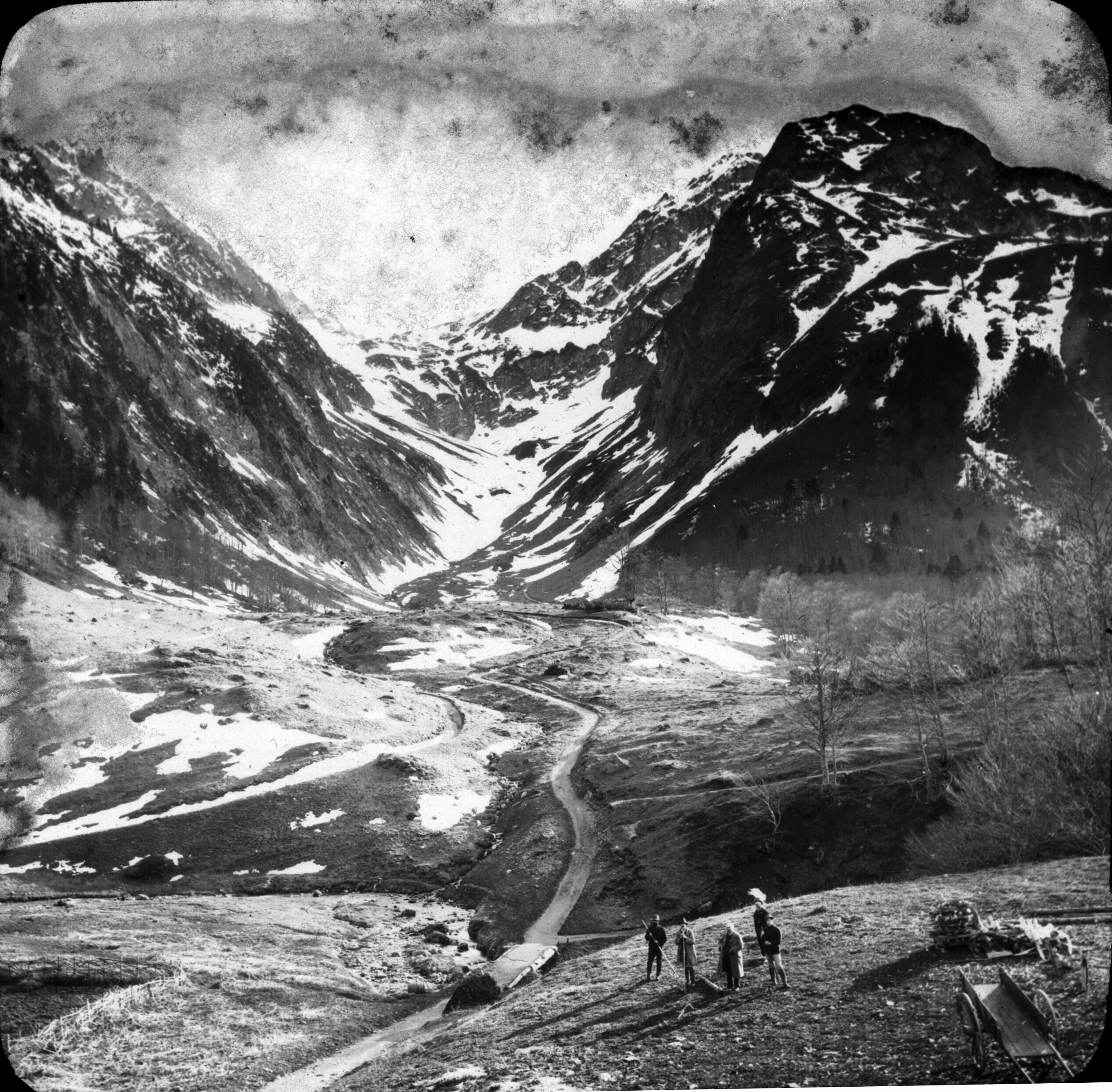
El Port de Benasque l'any 1875

Mentre Henri Beraldi rebia l'any 1902 el premi de la Societat de Geografia de París per la seva obra Els Pirineus, va donar al pirineista (el qui practica el pirineisme), la definició següent: 
| « | L'ideal del pirineista és saber ascendre, escriure i sentir, tot alhora. Si escriu sense pujar, és inútil. Si puja sense escriure, no deixa res. Si havent pujat fa un relat eixut, només deixa un mer document, que pot ser d'elevat interès. Si - cosa escassa - puja, escriu i sent, si, en una paraula, és el pintor d'una naturalesa especial, el pintor de la muntanya, deixa un veritable llibre, admirable. | » |

A Cent ans aux Pyrénées, un dels primers capítols d'Henri Beraldi és dedicat a Ramond de Carbonnières, l'inventor del Mont Perdut, a finals del segle XVIII, al qual ens dona la idea d'un pirineisme que posseeix una referència literària autònoma:
| « | Els Pirineus només existeixen des de fa 100 anys. Son "moderns". Els Pirineus van ser inventats per Ramond." | » |

### L'escrit que funda el pirineisme
Henri Beraldi insisteix.
- El pirineisme només existeix en tres periodes:

« la història antiga, començant amb Ramond (abans de Ramond no és història, és la prehistòria); l'edat mitjana, amb Chausenque; l'era moderna, amb el comte Russell. »
- El pirineisme és geogràfic.

Henri Beraldi, a la seva excursion biblio-pyrénéenne, organitza els escrits del pirineisme de la manera següent : 
| « | Escrits de tots els gèneres, cadenes de llibres que es classifiquen com la pròpia cadena dels Pirineus. I com es classifiquen els Pirineus? - alguns cims de primer ordre, - d'altres de segon, - les valls, - i els establiments termals. | » |

### Qui se n'ocupa, del pirineisme?

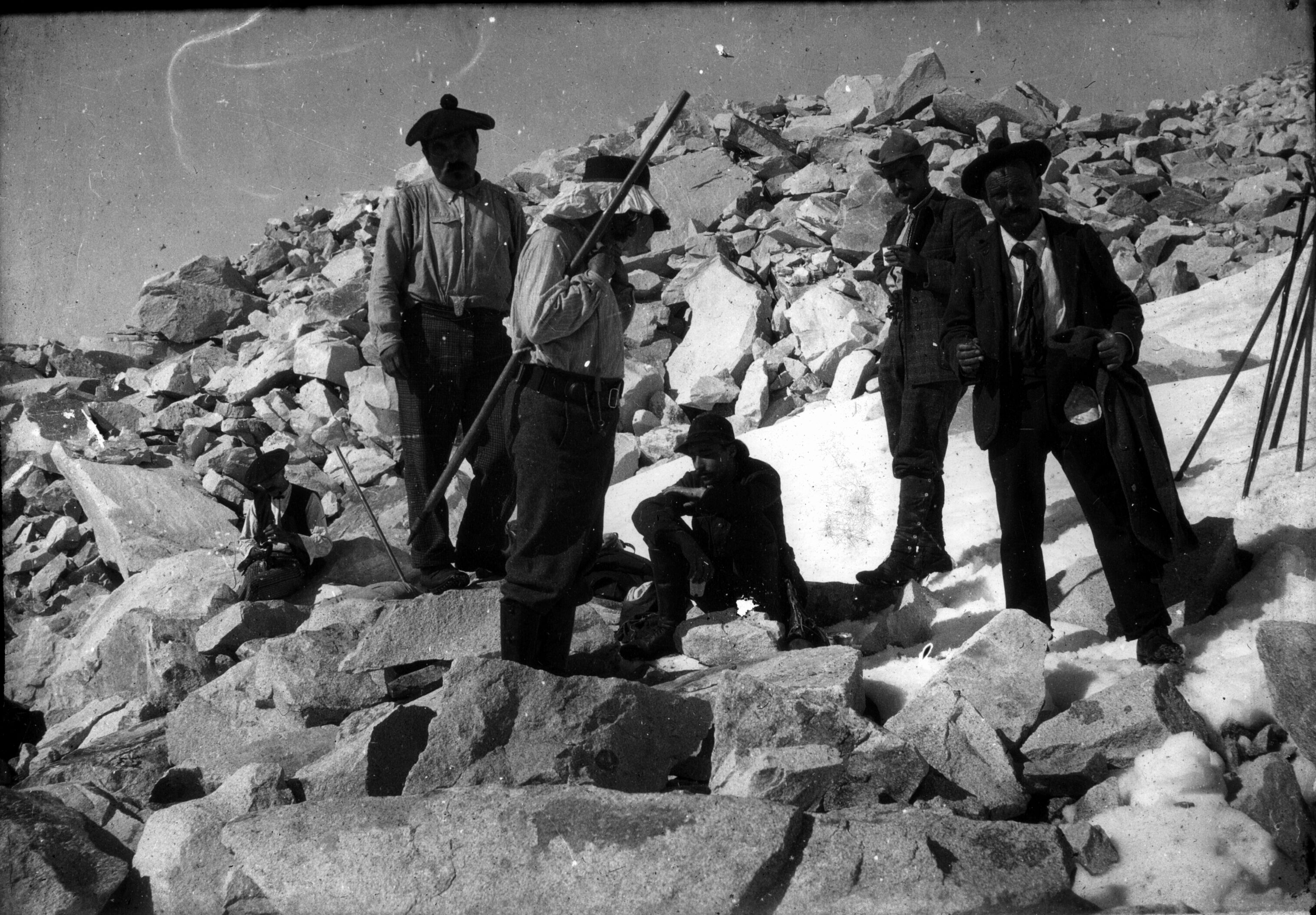
Morena de l'Aneto, Béraldi pare i fill, Vives, Spont i Jean Angusto el 1900.

Henri Beraldi planteja finalment la pregunta següent: Qui els visita (els Pirineus)? i respon: 
| « | Homes de cims, pels quals no hi ha Pirineus per sota els tres mil metres; homes de mig-cims, investigant no tant la dificultat com el panorama que ofereix la muntanya i la bellesa dels observatoris; homes que només els interessa les valls; finalment els homes pels qui els Pirineus signifiquen exclusivament casino o prendre les aigües. | » |

### La literatura pirineista
Per ser reconegut pirineista falta doncs, segons Beraldi, ascendir, escriure i sentir - i, necessàriament, publicar. La matèria de l'anàlisi de Beraldi a Cent ans aux Pyrénées són les moltes publicacions de tota mena que tracten d'un viatge als Pirineus. La varietat dels visitants comporta la varietat de les obres: 
| « | D'aquí les diverses literatures pirineistes: llibres de cims, llibres de mig-cims, llibres de valls, llibres d'establiments termals. | » |

El que afecta en principi a la multitud d'autors citats i comentats per Beraldi, és el seu origen geogràfic: no n'hi ha cap (o ben pocs) de Pirinenc (nascuts al peu de les muntanyes). Els autors pirineistes són turistes vinguts als Pirineus per lleure, tot i que alguns s'hi han instal·lat o han estat temptats de fer-ho: Ramond, professor a Tarbes, Russell llogant el Vignemale durant 99 anys, Schrader instal·lant-se a Pau… El 1908, Louis Le Bondidier ironitza:
| « | Per esdevenir pirineista de ple dret, és indispensable no haver nascut pirinenc. […] El pirinenc de naixement està vacunat contra el microbi pirineista. | » |

Per una crítica severa i irònica, Beraldi distingeix doncs entre aquests turistes-viatgers i escriptors els que són dignes de ser reconeguts com a pirineistes. Però, finalment, els que seran més fàcilment admesos com a tals són els exploradors (dels últims cims encara no conquerits, dels vessants desconeguts de les muntanyes espanyoles…) i els cartògrafs (tant els oficials geodesistes com els aficionats il·luminats). El pirineista segueix sent sobretot el qui fa muntanya als Pirineus.

### La qüestió de laprimera

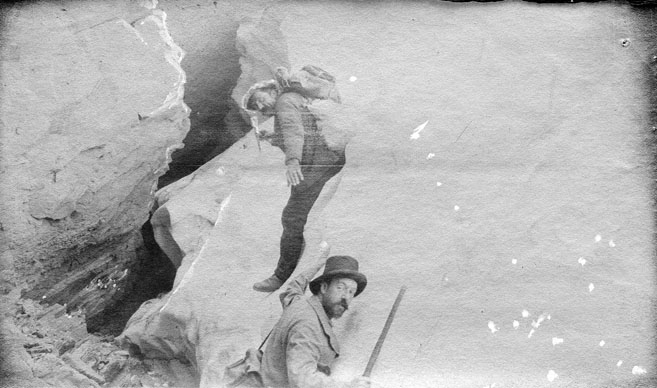
Escala de Tuquerouya, Félix Régnault i Henri Passet l'octubre de 1892

La primera (la primera ascensió d'un cim, o el primer recorregut d'un itinerari), és una qüestió que es troba en tota la literatura pirineista, com a mínim als llibres sobre cims: qui és l'autor de tal cim, o d'aquella via d'ascensió? Objecte de debats, fins i tot de disputes.
La pròpia naturalesa dels Pirineus, massís d'altitud mitjana pràcticament desproveït de glaceres, fa que la majoria de cims siguin fàcilment accessibles, almenys durant l'estiu. La qüestió de la seva primera ascensió no té doncs gaire sentit: són muntanyes freqüentades des del Neolític pels ramats i els seus pastors, pels caçadors d'isards i els contrabandistes, han estat des de sempre recorregudes en tots sentits. I els cims no eren, pels seus usuaris habituals, ni més ni menys interessant que els prats: en tot cas si algunes bèsties, ovins sobretot, s'extraviaven es trobaven ascendint a les més elevades altituds per trobar-los. Indrets, d'altra banda, que sovint eren llocs de caça. Ben segur, certes conquestes són obra de turistes, viatgers o uns altres pirineistes (el Vathleitosa, el Vinyamala, la Maladeta, sens dubte, més enllà de les glaceres...). Els pirineistes ho reconeixen sovint: hi hi havia ja un senyal, una fita, un cairn, una traça sobre aquest cim que creien acabar de vèncer. No oblidem que els guies de Ramond de Carbonnières van ser conduïts al cim del Mont Perdut per un pastor espanyol...
La primera és de vegades reivindicada pel qui se'n diu l'autor: Beraldi afegeix moltes vegades després de la paraula primera, « per un turista ». L'ascensió no té valor si no hi ha constància escrita. És doncs el turista-escriptor qui en serà reconegut com l'autor i no els pirinencs o els guies que l'han conduït fins dalt.

### El nom dels cims

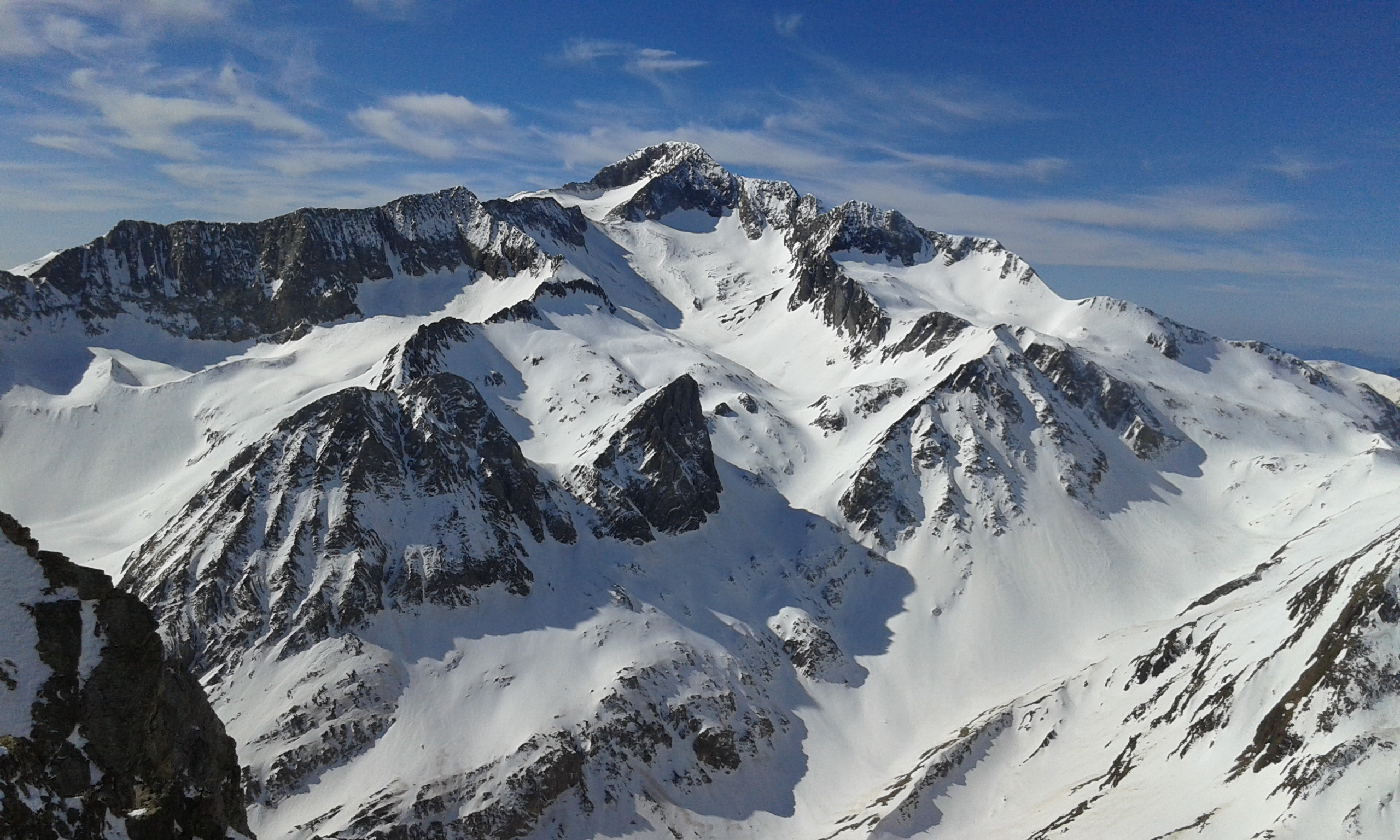
El Pocets

L'altra gran qüestió que inquieta des del segle xix el món dels turistes-escriptors, els que seran qualificats de pirineistes, és la denominació de les muntanyes i dels cims. La conquesta implica, en efecte, posar-li un nom al seu objectiu.
Els habitants de les muntanyes, els pirinencs, han anomenat des de sempre les cabanes, les pastures, els boscos, els llacs, els colls, de vegades les crestes que separen les valls, en definitiva, tots els llocs útils. Han ignorat els cims: llocs a priori sense interès… Però cadascun d'aquests llocs ha estat anomenat en el marc de la comunitat pagesa que els recorria i els utilitzava (i en la seva llengua: l'occità pirinenc, l'aragonès, el català, el basc). D'aquí venen els topònims sovint idèntics, o veïns, d'una vall a l'altre, per designar llocs diferents. Les crestes, les muntanyes que separen els territoris porten sovint dos o més noms: aquells donats pels muntanyencs de cada vessant que en feien ús.
Els turistes, els pirineistes, van buscar noms per les seves muntanyes. Van demanar el nom dels cims als guies i als pastors, gent que no tenien nom per aquests accidents de terreny. Així, els cims van esdevenir els « pics de .(Pic de Campbieil, per exemple, per designar el pic que dominava la pastura de Campbieil). I certs cims van tenir dos noms, segons el seu autor (Pic de Pocets o Pic de Llardana, per exemple, segons la vall per on s'escalava). Desordre al qual els pirineistes, després de llargues polèmiques, van posar fi amb comissions toponímiques, que van batejar els cims amb noms oficials, més tard difosos pels cartògrafs.
La multiplicació dels pirineistes i el seu afany de conquesta va provocar una multitud dels noms: es va cercar nom per qualsevol cosa que sobresortís d'una cresta..Com per exemple, la multiplicació dels 3000 (els cims de més de 3 000 m d'altitud, alçada simbòlica, fins i tot mítica, als Pirineus). I, finalment, l'atribució a cims de noms de pirineistes en homenatge als seus conqueridors (Soum de Ramond, Pic Brulle, Pic Schrader…), de vegades fins i tot en vida.
Aquestes atribucions però (algunes d'antigues, d'altres més recents) han comportat polèmica sobretot al Pirineu aragonès, que concentra els cims més alts i, per tant, més freqüentats per pirineistes francesos des del segle xix. Al ja anomenat Pic Schrader (Gran Bachimala) o Soum de Ramond (Pico de Añisclo), s'afegeixen tota una plèiade de noms poc ajustats a la realitat física de l'entorn i que han comportat una intervenció del Govern regional per fer-ne una modificació toponímica, tampoc exenta de polèmica.

## El pirineisme delseglexx
El segle xx va seguir desenvolupant una subjectivitat pirineista lligada a la postexploració i a la postconquesta. Mentre la reconquesta ja va ser iniciada a finals del segle xix a través de la recerca de vies noves, presenciem una altra forma de conquesta, recolzant-se sobretot en una evolució tècnica important, europea en un primer moment, sota la influència dels Estats Units després. Així l'evolució ens porta al muntanyisme de dificultat o, en el cas que ens ocupa, al pirineisme de dificultat.

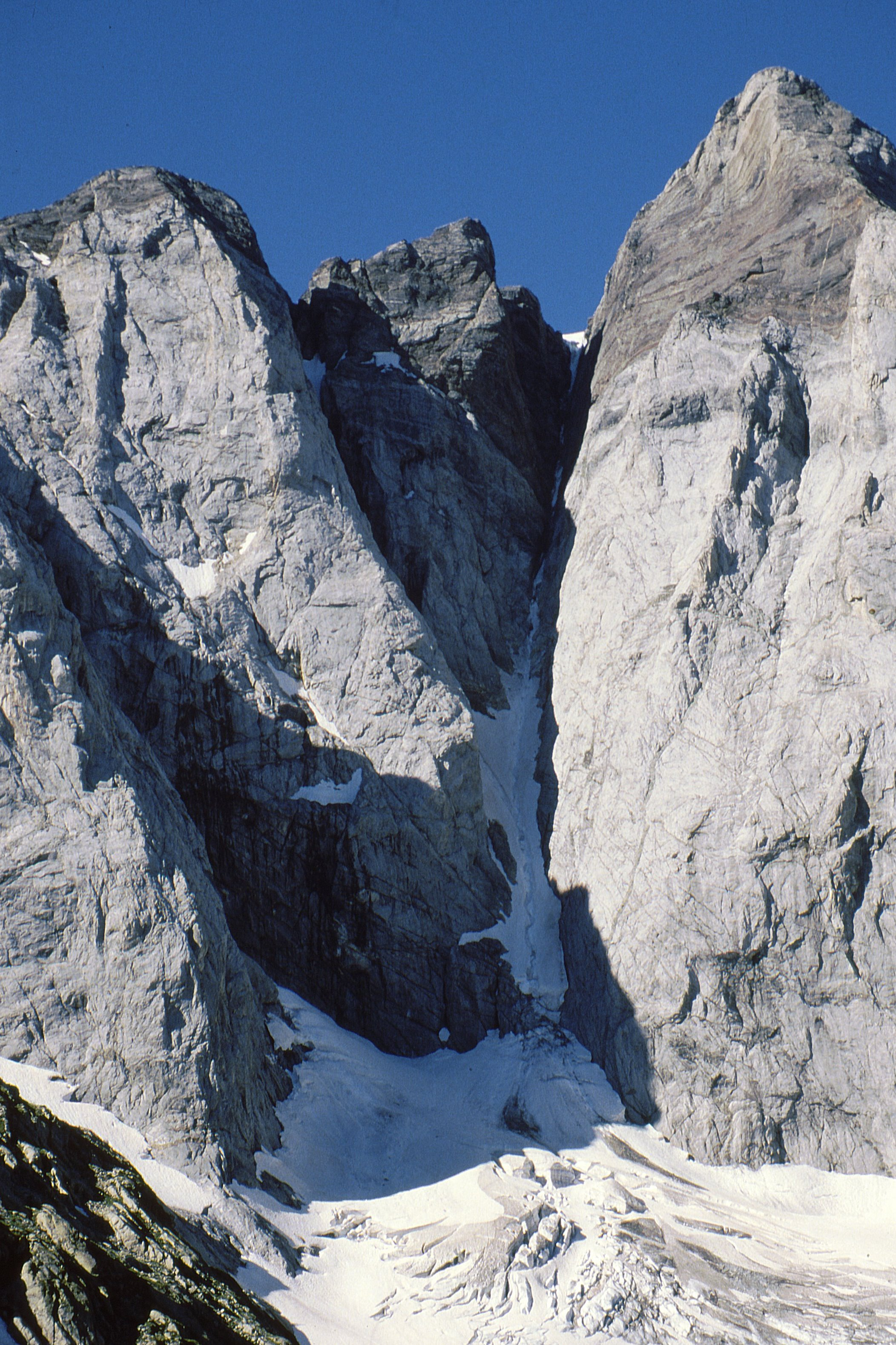
El massís del Vinyamala amb el couloir de Gaube al centre

### El pirineisme de dificultat
El pirineisme de dificultat va néixer el segle xix. El pare és segurament Henri Brulle que, des de 1878, generalitza l'ús de la corda i el piolet curt a les seves ascensions. Amb Bazillac, de Monts, d'Astorg, conduïts pels guies Célestin Passet i François Bernat-Sales, realitza nombroses primeres, la cara nord del Mont-Perdut, el couloir de Gaube al Vignemale, etc.
És innegable que l'empresa pirineista, l'aventura, l'atractiu d'allò desconegut, la conquesta dels cims de primer ordre i l'exploració de nous massissos s'esgotaven amb el pas del temps. Allò pintoresc que oferia la serralada s'havia àmpliament popularitzat a través d'àlbums, dibuixos, pintura, arribant al seu paroxisme amb la imatge fotogràfica i, per tant, calia que, de la mateixa manera que l'alpinisme, es concebés un pirineisme amb noves pràctiques: nous itineraris, cares nord, pirineisme hivernal, pirineisme en solitari. La creació del Grup Pyrénéiste de Haute-Montagne, l'11 de juliol de 1933, va ser un dels actes fundacionals d'aquest pirineisme de dificultat contemporani del qual els actors Ollivier, Mailly, Cazalet, Henri Barrio, Arlaud i tants d'altres van utilitzar les tècniques més modernes desenvolupades pels escaladors dels Alps orientals (ús de pitons d'expansió). La postguerra va veure una nova generació d'escaladors atacar totes les parets encara verges, les hivernals i tots els que van enfilar a poc a poc qualsevol plec de la cadena (els francesos Jean i Pierre Ravier, Patrice de Bellefon, Despiau, Sarthou... els espanyols Rabadá, Anglada, Montaner, Navarro...).
Finalment, amb totes les arestes i les parets vençudes, les efímeres cascades de gel esdevenen el desafiament a finals de segle xx. Les pràctiques evolucionen també: la represa de les vies antigues en lliure, fins i tot en solo extrem, incloses les hivernals.
Aquest pirineisme de dificultat ha engendrat igualment múltiples escriptors que il·lustren aquesta passió pirineista.

### A la recerca del pirineisme
La idea segons la qual existeix una especificitat pirineista ha generat sempre debat.

En la línia de Beraldi es pot trobar arguments típicament pirineistes: Per J.C. Tournou-Bergonzat,
| « | la font que va fer néixer el pirineisme es justificava en una exploració científica en què l'útilitat prevalia sobre el sentiment. Però amb el pas del temps, mentre creixia el coneixement dels Pirineus, l'humà subjugat per l'ànima que presten aquestes muntanyes, va animar, poc a poc, amb el sentit lamartinià de la poesia, l'últim esglaó del paisatge, transformant-lo en ecumene. En aquest cas, ell va crear els seus Pirineus. Ell mesura els seus cims, a continuació al seu torn, els cims exalten la bellesa en l'home, l'èxtasi, la contemplació. | » |

| « | Finalment, el pirineista es reivindica alpinista com Henri Beraldi, Ramond o Russell. Nosaltres estem preparats però també els pastors convertits en guies, i autèntics aficionats a la muntanya. L'historiador-geògraf i els altres pirineistes ens han donat mostra d'entusiasme, el gust de la fidelitat a una muntanya, una passió pròpia del pirineisme, malgrat les restriccions que genera la pràctica alpinística, sovint amb elegància. Però, després de dos segles d'exploració, de conquesta, d'invenció, de desig que cadascun porta en si mateix, el pirineisme ha arribat a un apogeu tant natural com cultural, de referències que fan Pirineus, una paraula : el pirineisme, amb la seva literatura pirineista, una iconografia pirineista, en l'elevat lloc natural d'una civilització paisatgística occidental. I d'aquí, el pirineisme i la seva diversitat dels seus actors poden pretendre a l'universal. | » |

 Però la pregunta, plantejada per l'editor del Diccionari dels Pirineus, va donar lloc a dues respostes oposades.
- Per a Hélène Salze-Sorbé, « anar a fer un cim és també recórrer la seva història », unint-se així a Jean i Pierre Ravier que utilitzen l'expressió « entrar en el pirineisme » o Joseph Ribas per a qui « el pirineista integra allò viu i allò cultural al paisatge, als seus ulls lloc de trobada, lloc d'intercanvi ».
- Per a Renaud de Bellefon, el pirineisme és « un calaix de sastre desproveït de sentit, perquè els seus enfocaments sensibles i erudits, de vegades oposats a la referència esportiva, poden ser de qualsevol lloc » i del qual «la invenció és en primer lloc eficaç al camp de la bibliofilia (crea un espai de col·lecció) ». però que no té més que « el mèrit d'obligar els alpinistes a no oblidar les nostres muntanyes alpinísticament secundàries»

## El pirineisme a Catalunya

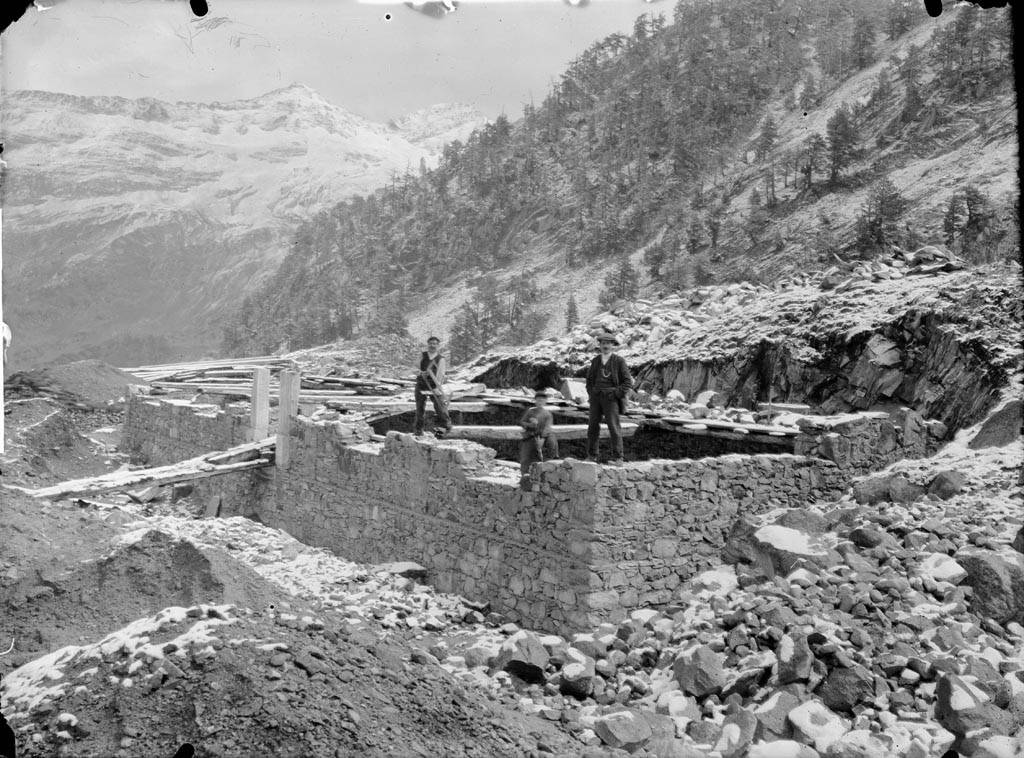
Construcció del Refugi de la Renclusa per part del CEC

L'acte fundacional de l'excursionisme a Catalunya fou la fundació del Centre Excursionista de Catalunya (CEC) el 1876. El terme excursionisme és precisament una aportació catalana a l'afició esportiva, científica i cultural de «fer muntanya», molt semblant a la definició de pirineisme de Beraldi i, per tant, allunyada de l'alpinisme, activitat purament esportiva.
I va ser des de Catalunya que aparegueren els primers pirineistes "excursionistes" al vessant sud de la serralada.
Artur Osona, que havia escrit la primera guia de muntanya en català el 1879, dedicada al Montseny, va dedicar-se en cos i ànima a l'estudi dels Pirineus catalans i andorrans i n'escrigué diverses guies. Juli Soler i Santaló i Cèsar August Torres van anar omplint buits en guies sobre la Vall d'Aran, l'Alta Ribagorça, Ripollès, Pirineu Aragonès...
És Juli Soler el primer gran nom del nostre pirineisme (hi ha qui l'ha anomenat el "Russell català"): primeres absolutes (Gran Tuc de Saboredo), moltes primeres nacionals, la construcció del refugi de la Renclusa, a la Maladeta (que no pot veure construït doncs mor l'any 1914)... Les seves ressenyes d'excursions i el seu abundant material fotogràfic van donar a conèixer la serralada.
D'entre els primers pirineistes també podem destacar-ne Mossen Jacint Verdaguer, que va recórrer el Pirineu des del Canigó fins a la Maladeta per ambientar-se i documentar-se per escriure el seu poema èpic "Canigó".
I també hi trobem primeres de dificultat: Lluis Marià Vidal, que ascendí la Pica d'Estats per la muralla sud, l'any 1893.
Rere l'estela de Juli Soler, trobem una sèrie de joves pirineistes entre els quals destaca mossèn Jaume Oliveres, excursionista pur, figura llegendària autodidacta, sense coneixements tècnics, conegut per la seva heròica ascensió amb espardenyes a l'Aneto el 1906, la cara Oest del Petit Encantat el 1911, o la tràgica ascensió al gegant pirenaic l'any 1916 que significà la mort del guia benasquès José Sayó i l'alemany Adolf Blass al pas de Mahoma, que plasmà a "Els llamps de la Maleïda".
L'impuls definitiu al nostre pirineisme el dona Lluis Estasen, el pare de l'escalada moderna pirinenca, en paral·lel a Jean Arlaud des de França. Introductor dels grampons i el piolet a l'estat Espanyol i apassionat de l'esquí, va recórrer tots els Pirineus, amb especial atenció al Pedraforca i els principals cims de la serralada.
El darrer ascens d'Estasen al Pedraforca, el 1946, el fa amb, entre d'altres, Agustí Jolís qui, amb la seva dona Maria Antònia Simó escrigueren nombroses guies pel CEC que han acompanyat a milers d'excursionistes arreu dels Pirineus.

## Alguns grans noms del pirineisme
- Louis-François Ramond de Carbonnières nascut a Estrasburg (1755-1827), pare del pirineisme
- Vincent de Chausenque - 9 d'abril de 1781 a Gontaud (Òlt-i-Garona) - 24 d'abril de 1868 a Gontaud (Òlt-i-Garona).
- Charles-Marie-Étienne Champion Dubois de Nansouty (1815-1895) .
- Paul Édouard Való, nascut a Montauban (Tarn-i-Garona) (1821-1895).
- Eugène Trutat (1840-1910).
- Franz Schrader, nascut a Bordeus (1844-1924).
- Félix Régnault (1847-1908).
- Maurice Gourdon, nascut a Nantes (1847-1947)
- Henri Brulle (1854- 1936), és considerat com el fundador del « pirineisme de dificultat ».
- Henry Russell nascut l'any 1834 a Tolosa (Alta Garona) i mort l'any 1909 a Biarritz (Baixes-Pirineus), és un dels pioners de la conquesta dels Pirineus.
- Henri Beraldi nascut el 6 de febrer de 1849 a París i mort a aquesta ciutat el 31 de març de 1931,és un cèlebre pirineista francès.
- Pierrine Gaston-Sacaze, pastor botànic autodidacte.
- Henri Lefebvre nascut el 16 de juny de 1901 a Hagetmau i mort l'any 1991 a Navarrenx, és un geògraf, sociòleg que ha escrit diverses obres sobre els Pirineus.
- Jeans Fourcassié nascut a Albi el 17 d'octubre de 1886, mort a Calella de Palafrugell, Espanya el 15 de juliol de 1955.
- René de Astorg, nascut l'any 1860, mort l'any 1940.
- Georges Ledormeur- 1867-1952, autor de la Guia Ledormeur: Els Pirineus Centrals - del Val d'Aran a la Vall d'Aspi.
- Alfred Tonnellé, nascut l'any 1831, mort l'any 1858.
- Els Germans Cadier, George, Henri, Albert, Édouard i Charles.
- Juli Soler i Santaló, Barcelona, 1865-1914.
- Lluís Estasen i Pla, nascut a Barcelona el 6 d'octubre de 1890 i mort el 23 de juny de 1947 d'embòlia mentre acudia a la col·locació de la primera pedra del refugi que duria el seu nom, al peu del Pedraforca.

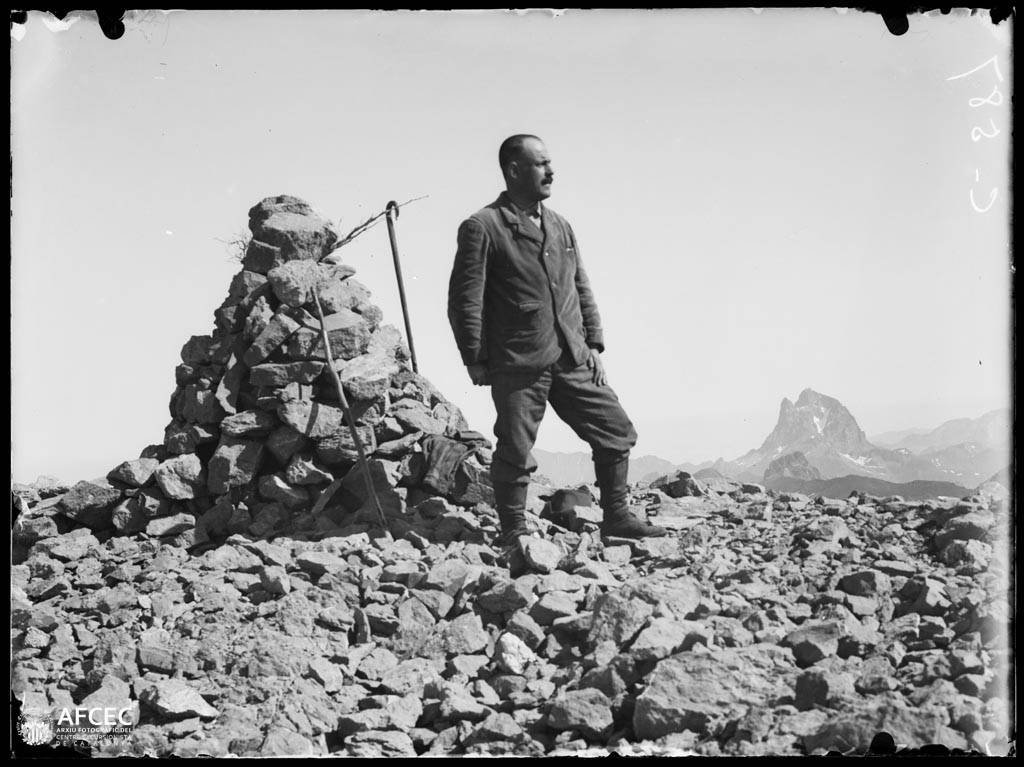
Juli Soler i Santaló
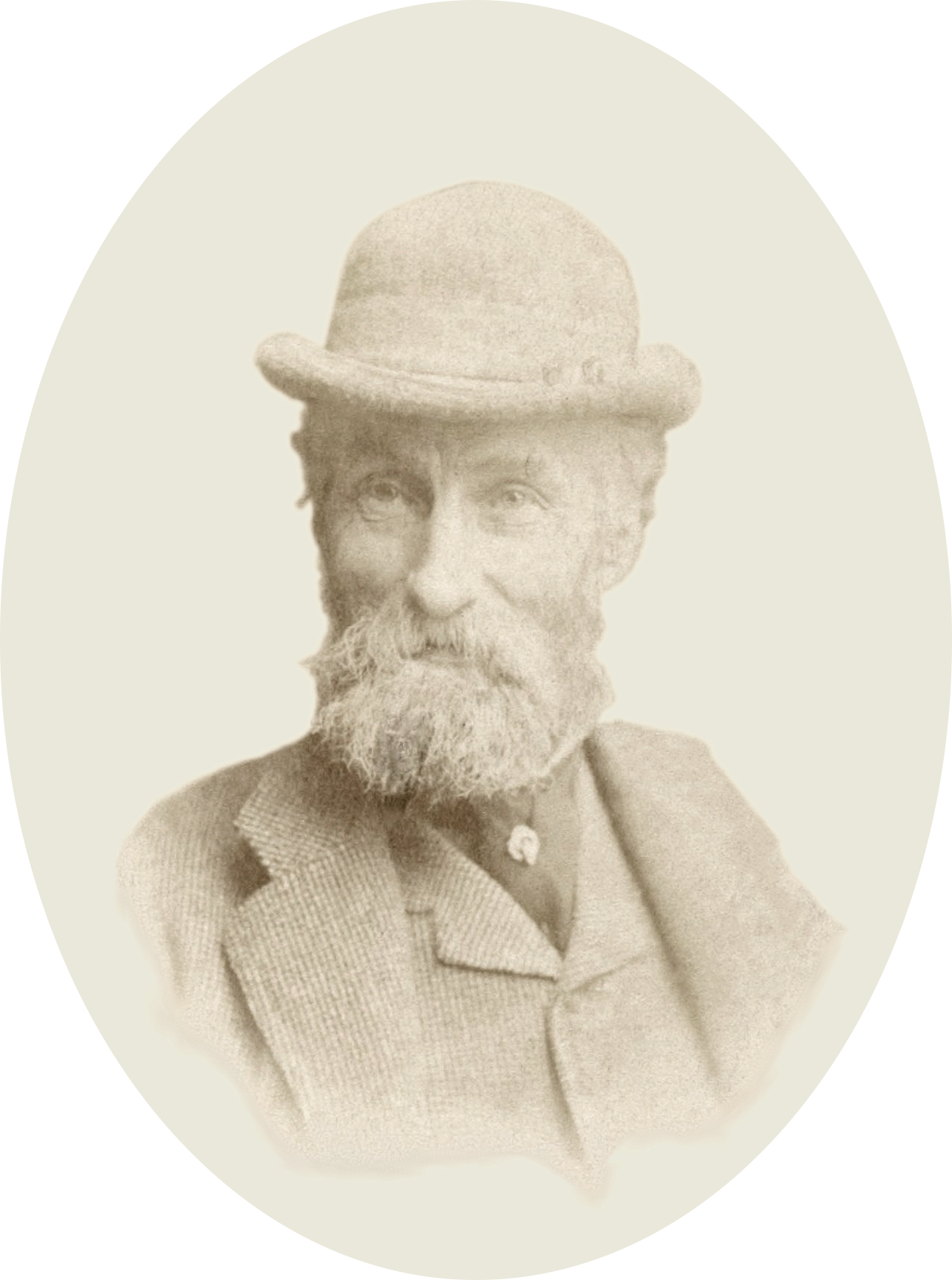
Charles Packe, pirineista anglès de finals de segle XIX
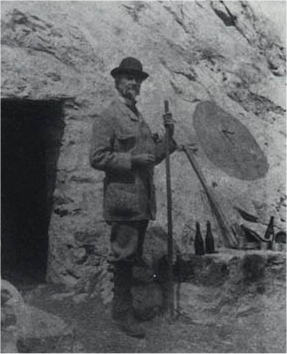
Henry Russell
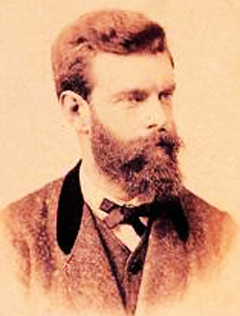
Franz Schrader